# Снігурівська міська територіальна громада
Снігурівська міська територіальна громада — територіальна громада в Україні, у Баштанському районі Миколаївської області. Адміністративний центр — місто Снігурівка.
Утворена 18 квітня 2018 року шляхом об'єднання Снігурівської міської ради та Афанасіївської, Василівської, Калинівської, Кобзарцівської, Нововасилівської, Павлівської, Першотравневої, Тамаринської сільських рад Снігурівського району.

## Населені пункти
До складу громади входять 1 місто (Снігурівка), 2 селища (Васильки та Ясна Поляна) і 20 сіл: Афанасіївка, Безіменне, Бурханівка, Василівка, Галаганівка, Євгенівка, Єлизаветівка, Івано-Кепине, Калинівка, Кобзарці, Любимівка, Мирне, Нововасилівка, Новокондакове, Новопавлівське, Павлівка, Павло-Мар'янівка, Тамарине, Трудолюбівка та Юріївка.